# Шалабай (Абайская область)
Шалабай (каз. Шалабай) — село в Жарминском районе Абайской области Казахстана. Административный центр Шалабаевского сельского округа. Код КАТО — 634489100.

## Население
В 1999 году население села составляло 1658 человек (809 мужчин и 849 женщин). По данным переписи 2009 года, в селе проживали 1104 человека (567 мужчин и 537 женщин). По данным переписи 2021 года, в селе проживали 926 человек.